# Plutača
Plutača ili bova je plutajuće tijelo vezano ili usidreno na određenome mjestu na moru, rijeci ili jezeru, a služi za vez brodova ili čamaca (privezna plutača), kao oznaka opasnosti, plovnoga puta, sidrišta i slično (označna ili navigacijska plutača), meteorološka i oceanografska mjerenja (meteorološka, oceanografska plutača - automatska meteorološka postaja) i drugo.

## Vrste plutača
U svijetu je na oceanima i morima u radu više tisuća plutača, koje imaju važnu ulogu u izvještavanju o vremenskim prilikama i oceanografskim podatcima, osobito u područjima gdje rijetko prolaze brodovi.

### Privezna plutača
Privezna plutača najčešće se sastoji od šupljega čeličnoga valjka usidrenoga s pomoću jednog ili više sidara, odnosno privezanoga za betonske blokove položene na morskom dnu. 

### Navigacijska plutača
Navigacijska plutača označava stranu sigurnoga plovnog puta, odnosno najdublju vodu, sigurni prilazni put, sredinu plovnoga puta, osamljenu opasnost i slično, a redovito je ucrtana na pomorskim kartama. Ističe se oblikom (valjkasta, valjkasta sa stupom, stožasta, sferična, nalik motki), a može imati i znak na vrhu (stožac, dvostruki stožac, kugla), svjetlo (svjetleća plutača), ugrađen uređaj za davanje zvučnih signala, radarski reflektor, radiofar i drugo. Katkad je opremljena akumulatorima te sunčanim baterijama ili drugim izvorom energije. 

### Meteorološka i oceanografska plutača
Meteorološka i oceanografska plutača složeni je mjerni sustav opremljen meteorološkim i oceanografskim instrumentima i uređajima koji šalju podatke većinom putem umjetnog satelita. Slobodne plutače, takozvani drifteri, služe ponajviše za istraživanje morskih struja. 

#### Automatska meteorološka postaja
Automatske meteorološke postaje postavljaju se na morima na plutače. One mjere, uz osnovne meteorološke pojave, i temperaturu mora, morske struje, visinu valova i njihov period. U sinoptičkim terminima ove meteorološke postaje predaju radijem podatke kopnenim postajama direktno ili preko umjetnog satelita.

#### Drifter
Drifter (engl.: ono što pluta) je plovak nošen morskim strujama, kojemu se položaj određuje u pravilnim vremenskim razmacima radi istraživanja strujnoga polja. Razlikuju se površinski drifteri, najčešće praćeni s umjetnim satelita, i dubinski drifteri, koji se prate uz pomoć hidrofona ili pak periodički izlaze na površinu radi komunikacije sa satelitom. Drifteri se u Jadranu puno više koriste od sredine 1990-ih, odreda u okviru projekata što ih je financirao SAD. Primjena tih mjernih instrumenata omogućila je da se dođe do nekih spoznaja o strujanju Jadranskoga mora.